# Frank James
Alexander Franklin "Frank" James (condado de Clay, Misuri, 10 de enero de 1843- Kearney, Misuri, 18 de febrero de 1915) fue un guerrillero y bandolero sudista estadounidense durante la guerra de Secesión. Era hermano de Jesse James, y empezó con él como miembro de los guerrilleros sudistas Quantrill Riders y participó en la masacre de Lawrence, pero en 1865 organizó con su hermano y los hermanos Younger una banda que se hizo famosa por los atracos en bancos y trenes, así como los enfrentamientos contra los detectives de la agencia Pinkerton. Después de la muerte de su hermano en 1882, se entregó. Fue juzgado en diversos estados y declarado no culpable, y entonces volvió a su granja donde murió, sin ser molestado, de un ataque cardíaco.